# 호암재단
호암재단은 삼성의 창업주 이병철의 호에서 이름을 딴 재단 법인으로, 1997년 6월 설립되었다. 호암상 운영, 학술 및 연구사업지원, 호암생가 개방·운영, 그밖에 사회공익사업을 하고 있다.